# Oligoxystre tucuruiense
Oligoxystre tucuruiense là một loài nhện trong họ Theraphosidae.
Loài này thuộc chi Oligoxystre. Oligoxystre tucuruiense được miêu tả năm 2007 bởi Guadanucci.